# Hamburg-Rotherbaum
Rotherbaum ist ein Stadtteil im Bezirk Eimsbüttel der Freien und Hansestadt Hamburg. Im engeren Sinne bezeichnet Rotherbaum auch ein größeres Quartier um die Rothenbaumchaussee.

## Geografie

### Lage
Rotherbaum ist umgeben von der Außenalster und dem Stadtteil St. Georg im Osten, Harvestehude im Norden (Grenze ist die Hallerstraße), den Stadtteilen Eimsbüttel im Nordwesten (Grenze ist die Straße Beim Schlump) und Sternschanze im Südwesten. Im Süden liegen St. Pauli, im Südosten die Neustadt, nahe dem Bahnhof Hamburg-Dammtor. Hier wird die Grenze von der Hamburg-Altonaer Verbindungsbahn über die Lombardsbrücke gebildet.

### Namensherkunft
Der Name Rotherbaum wurde vom Rothen Baum abgeleitet, einem vorgelagerten Kontroll- und Mautposten an der heutigen Rothenbaumchaussee in der Zeit der Stadtbefestigung. Der Posten war an der Chaussee nach Eppendorf am Übergang über einen Bach namens Hundebek gelegen und soll einen roten Schlagbaum besessen haben. Aufgrund dieser Herkunft wird der Ortsname trotz der Schreibweise in einem Wort und mit historischem th bis heute häufig in gebeugter Form verwendet („am Rothenbaum“ etc.).
Ungeachtet der heutigen Stadtteilgrenzen wird mit „Rotherbaum“ bisweilen auch das Quartier rund um die Rothenbaumchaussee bezeichnet. So führen z. B. das Tennisstadion und das Funkhaus des NDR den Zusatz „am Rothenbaum“ im Namen, obwohl beide im Stadtteil Harvestehude liegen.

## Geschichte

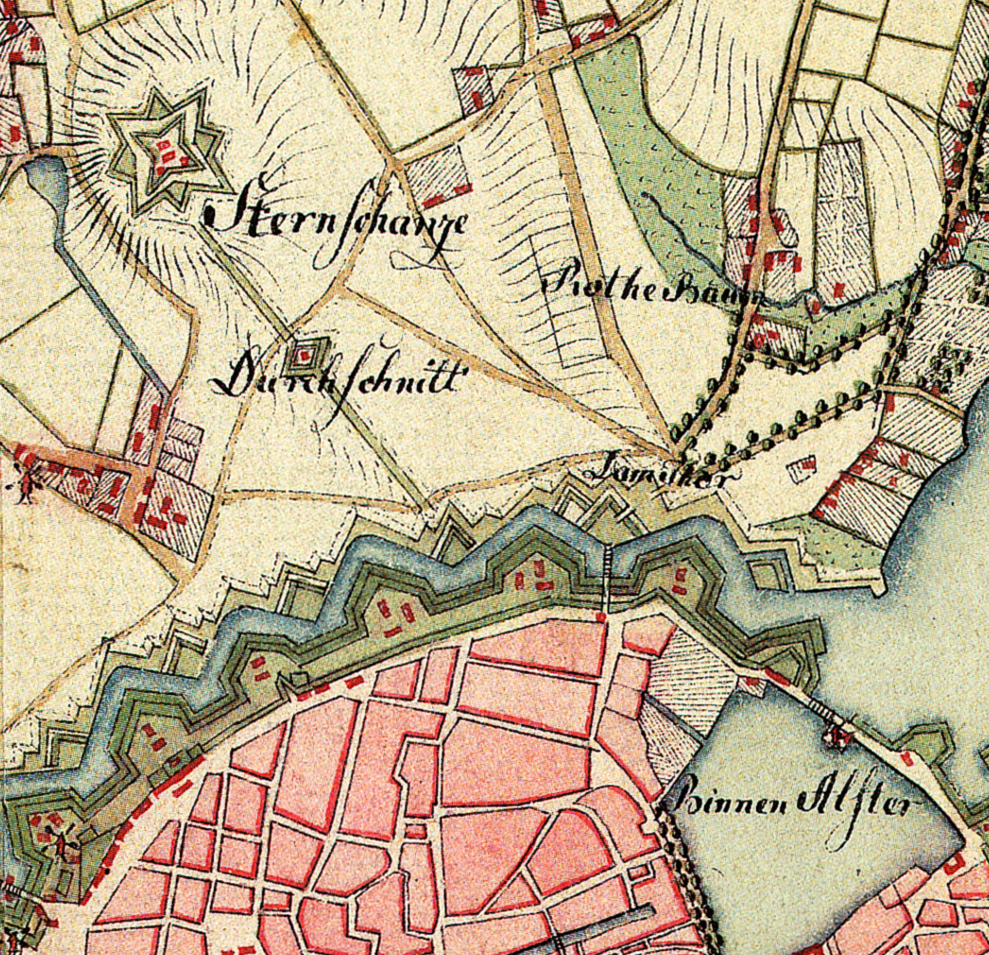
Der Rothe Baum um 1790 (rechts oben), deutlich zu erkennen auch der Bach Hundebek

Das ehemalige Dammtor bildete den nördlichen Ausgang Hamburgs zu den nordwestlich angrenzenden Ortschaften. Das Gebiet unterstand seit dem Spätmittelalter zum einen Teil der Landherrenschaft Hamburger Berg, zum anderen gehörte es dem Kloster St. Johannis. Im späten 18. Jahrhundert lagen vor dem Stadttor jenseits der Moorweide erste Landhäuser und Gartengrundstücke, die am Ende der Franzosenzeit im Winter 1813/14 zumeist zerstört wurden. Um 1816 kaufte der Schiffsmakler John Fontenay vor dem Dammtor an der Alster in großem Umfang Ländereien. Er ist Namensgeber der Straßen Fontenay und Fontenay-Allee.
Nach Aufhebung der Torsperre 1860 verließen immer mehr wohlhabende Bürger ihre Stadtwohnungen und bauten sich Villen in der Nähe der Außenalster. Entlang der Straßenzüge Mittelweg, Rothenbaumchaussee und Grindelallee entstanden vor der Jahrhundertwende Etagenhäuser. 1871 wurde Rotherbaum zum Vorort erhoben und 1894 als Stadtteil eingemeindet.
Die Gründung der Universität im Jahr 1919 und die Ansiedlung weiterer öffentlicher Einrichtungen (Fernsprechamt Schlüterstraße 1912, Museum am Rothenbaum 1912, später die Gesundheitsbehörde, Oberfinanzdirektion, Bundesvermögensverwaltung, ehemalige Standortverwaltung der Bundeswehr, Konsulate) prägten die Entwicklung des Stadtteils im 20. Jahrhundert.
Bis Mitte der 1920er Jahre waren rund 15 Prozent der Einwohner in Harvestehude und Rotherbaum Juden. Es gab bis zur nationalsozialistischen Verfolgung mehrere Synagogen, u. a. die Bornplatzsynagoge oder der heute vom NDR als Konzertsaal Tempel Oberstraße. An das Schicksal der jüdischen Bevölkerung Rotherbaums erinnert u. a. der Platz der jüdischen Deportierten neben dem Hauptgebäude der Universität. Siehe hierzu: Artikel Bezirk Eimsbüttel.
Von den Luftangriffen im Zweiten Weltkrieg blieb Rotherbaum vergleichsweise verschont. Nach dem Krieg wurden hier große Teile der britischen Militärregierung untergebracht, auch fanden hier die Curiohaus-Prozesse eines britischen Militärgerichts gegen SS-Täter statt.

## Statistik
(Quelle: )
- Anteil der unter 18-Jährigen: 13,0 % [Hamburger Durchschnitt: 16,8 % (2023)]
- Anteil der über 64-Jährigen: 16,4 % [Hamburger Durchschnitt: 17,8 % (2023)]
- Ausländeranteil: 17,3 % [Hamburger Durchschnitt: 20,7 % (2023)]
- Arbeitslosenquote: 3,2 % [Hamburger Durchschnitt: 6,2 % (2023)]

Rotherbaum gehört zu den reichsten Stadtteilen Hamburgs. Das durchschnittliche Einkommen je Steuerpflichtigen beträgt hier 87.216 Euro jährlich (2020) und ist somit fast doppelt so hoch wie der Hamburger Gesamtdurchschnitt (48.035 Euro).

## Quartiere

### Grindel
Das Grindelviertel ist Standort der Universität und daher von studentischem Leben geprägt.

### Pöseldorf
Der Name Pöseldorf soll von pöseln abgeleitet sein, was so viel wie „gärtnerisches Herumwirtschaften ohne großen wirtschaftlichen Erfolg“ bedeutete. Als 1813 die wenigen Häuser in diesem Gartengebiet abbrannten, wurden hier zwischen Pöseldorfer Weg und Magdalenenstraße Remisen und Häuser für Kutscher, Handwerker, Krämer und Dienstboten gebaut.
Pöseldorf ist heute ein Stadtviertel mit Einzelhaus- und Villenbebauung nahe der Alster. Es ist bekannt für seine zahlreichen Gastronomiebetriebe und Kunstgalerien. Die Milchstraße in dem Viertel ist benannt nach den früher dort ansässigen Milchhändlern. Dort finden sich Restaurants, Bars, Kneipen und Nachtclubs in kurzen Abständen aneinandergereiht. Sie ist zu erreichen über den architektonisch interessanten Turmweg in Richtung Alster.

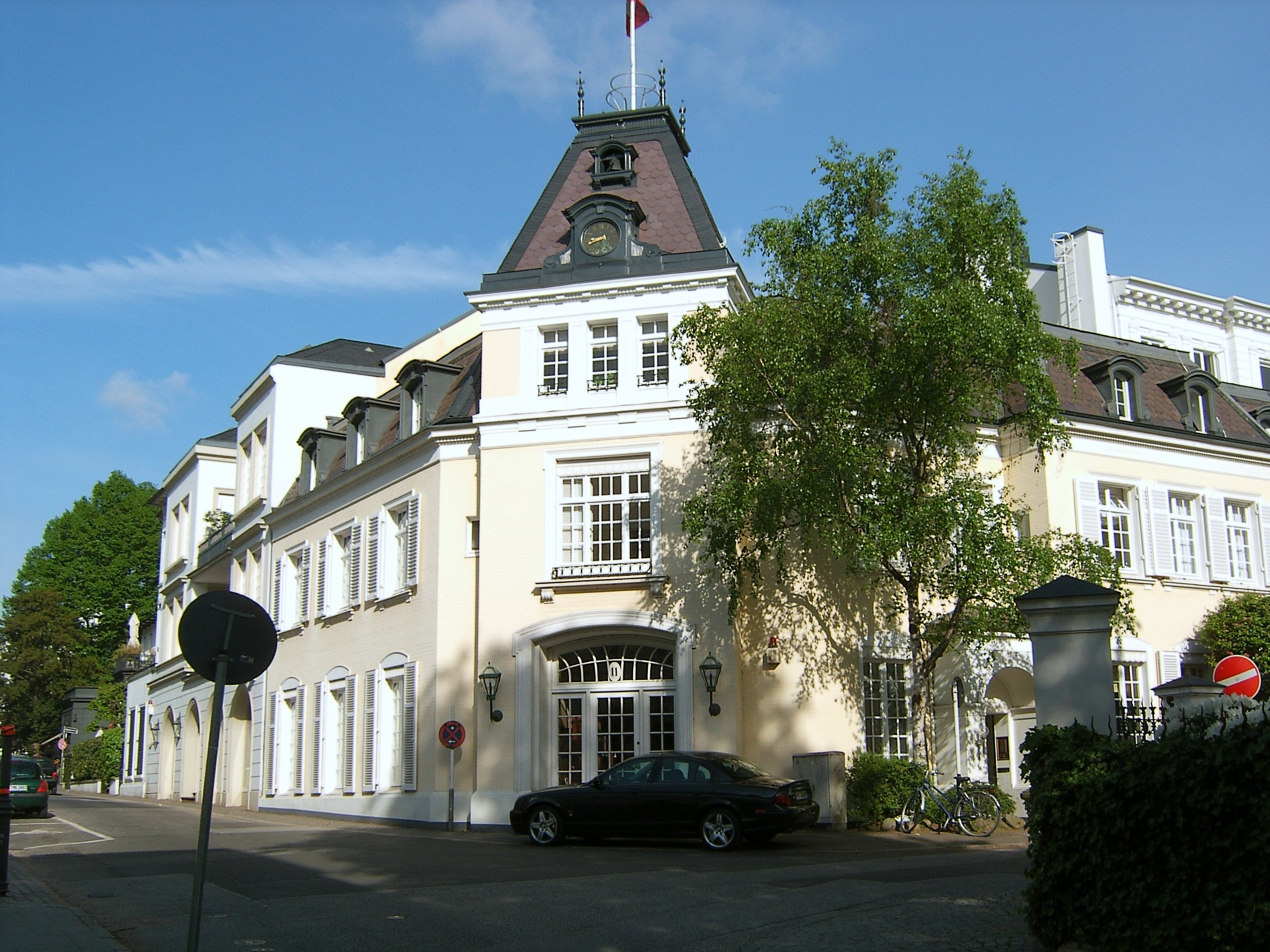
Eckgebäude der Milchstraße
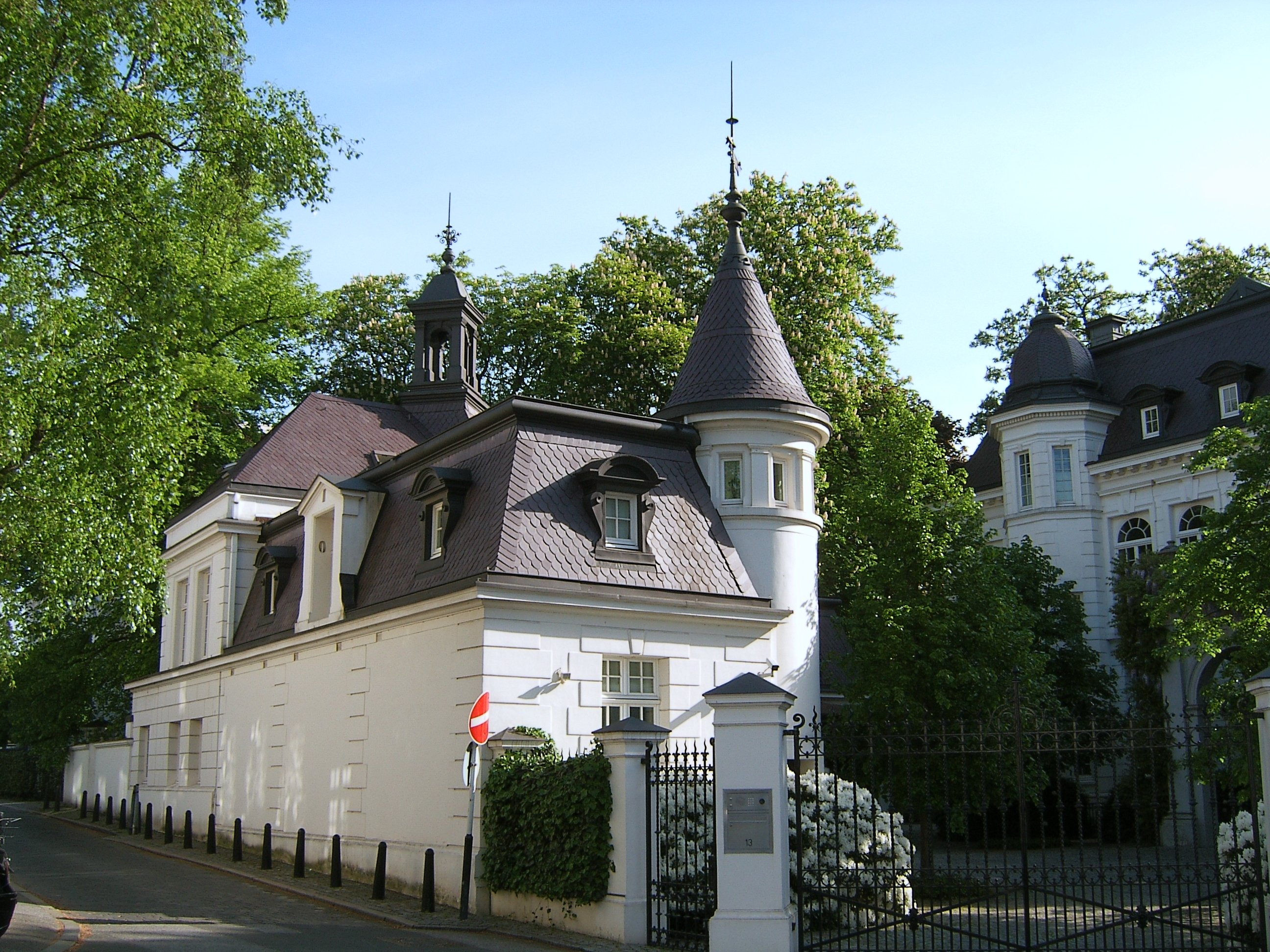
Villa Beit in der Milchstraße
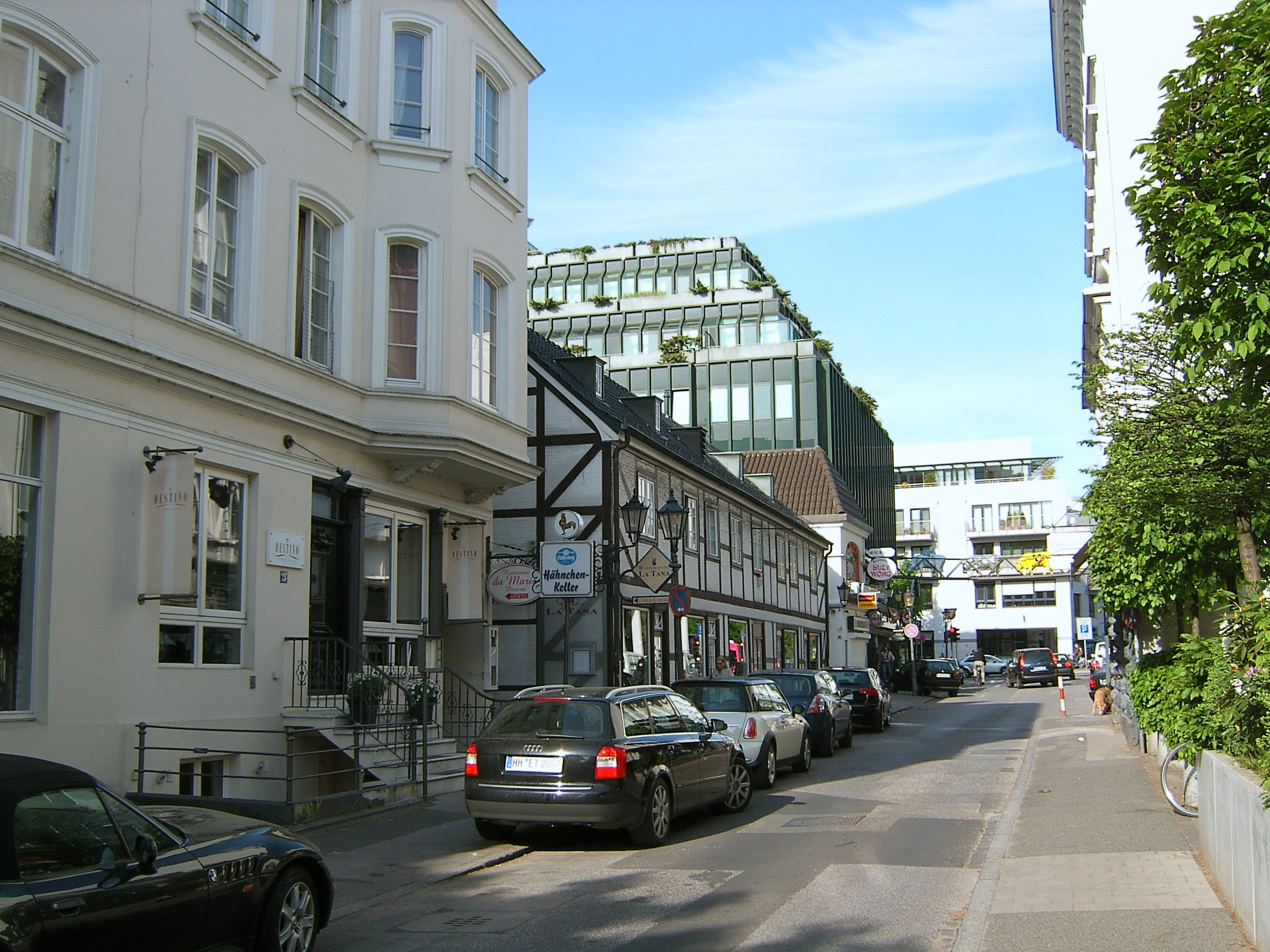
Milchstraße
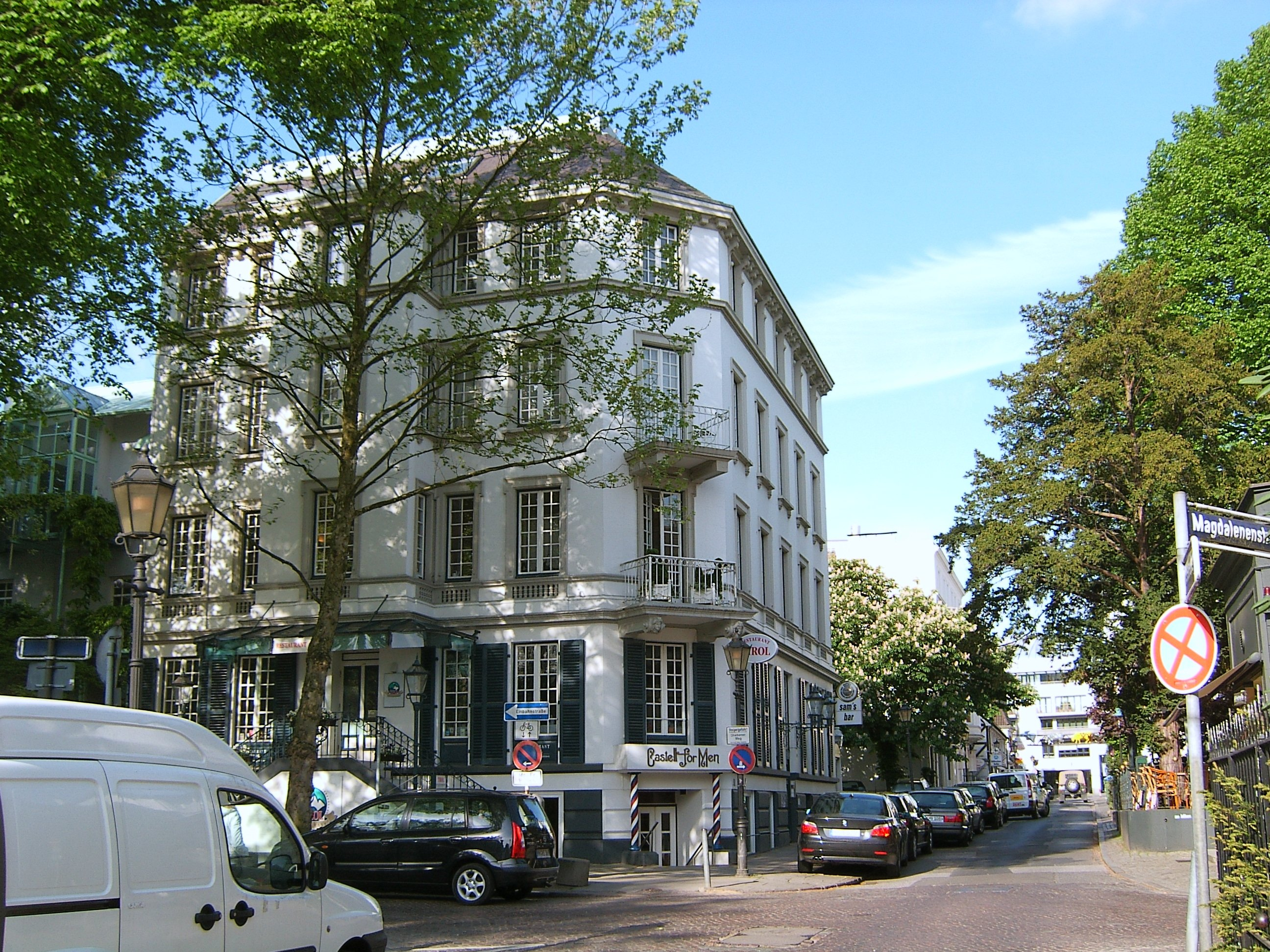
Ecke Magdalenenstraße
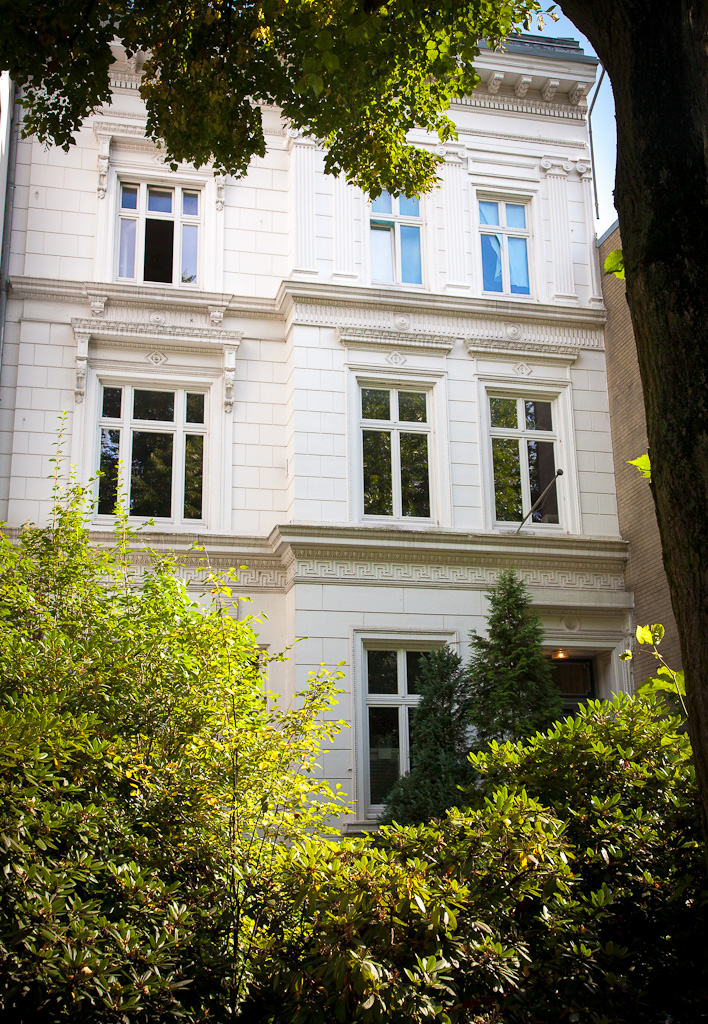
Corps Albertina
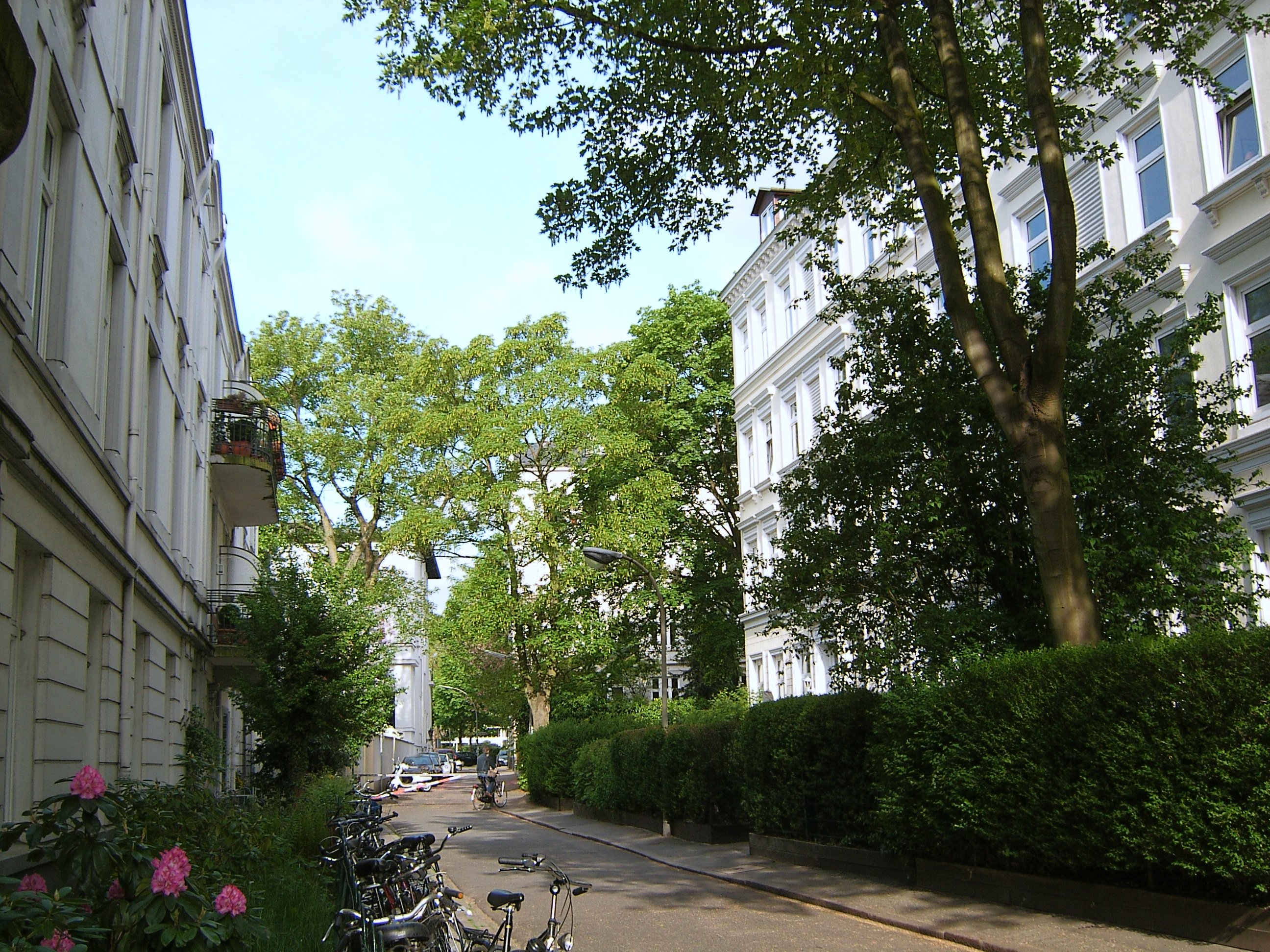
Heimweg
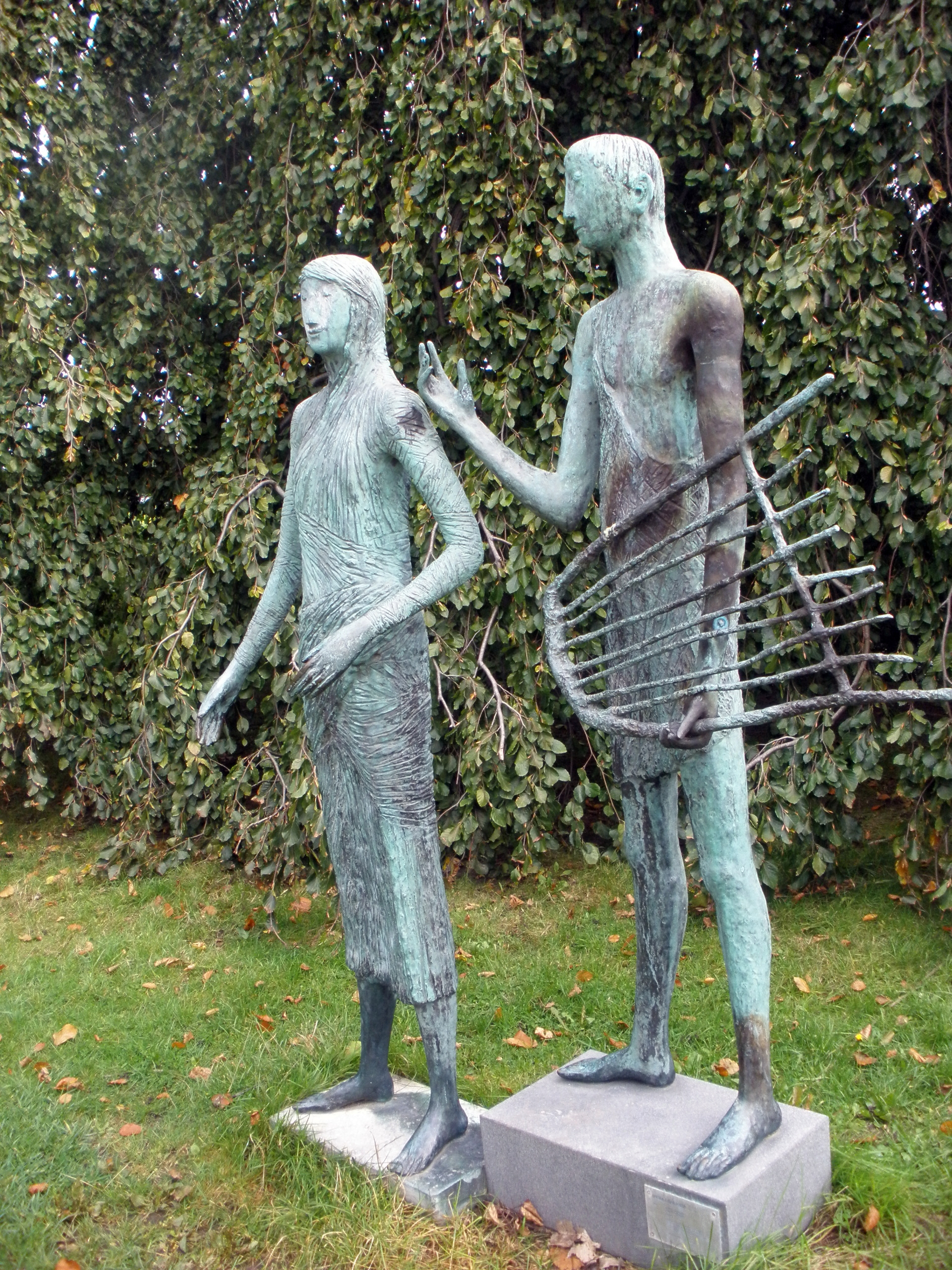
Alsterpark
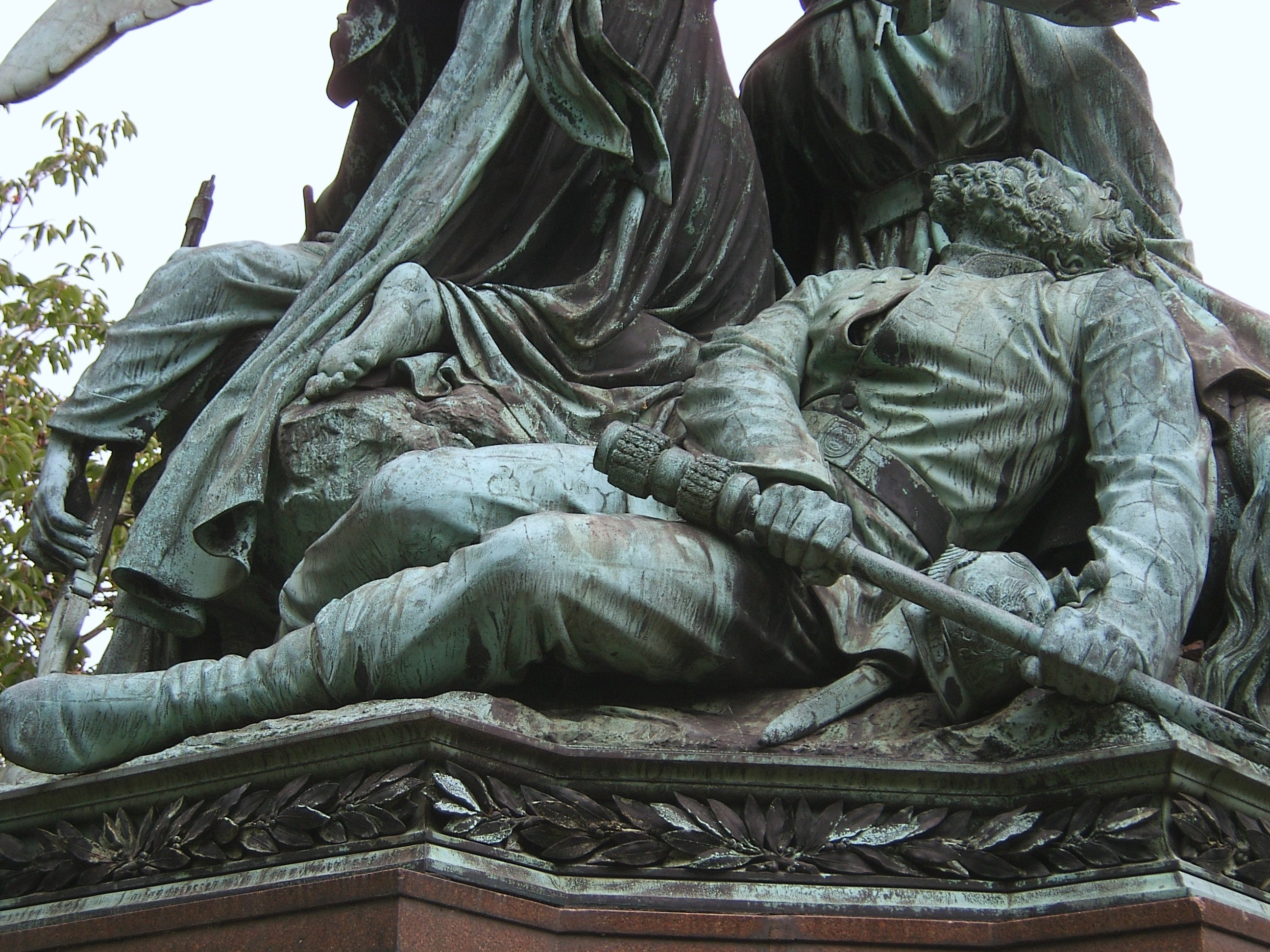
Kriegerdenkmal Infanterie-Regiment „Hamburg“ (2. Hanseatisches) Nr. 76

## Politik
Für die Wahl zur Hamburgischen Bürgerschaft gehört Rotherbaum zum Wahlkreis Rotherbaum – Harvestehude – Eimsbüttel-Ost.

### Wahlergebnisse
| Bürgerschaftswahl | SPD    | CDU    | Grüne 1) | Linke 2) | FDP    | AfD    | Übrige    |
| ----------------- | ------ | ------ | -------- | -------- | ------ | ------ | --------- |
| 2025              | 25,9 % | 25,0 % | 23,8 %   | 11,3 %   | 04,6 % | 03,8 % | 05,6 %    |
| 2020              | 30,5 % | 10,2 % | 32,1 %   | 10,4 %   | 08,4 % | 03,0 % | 05,4 %    |
| 2015              | 38,4 % | 13,9 % | 17,8 %   | 09,0 %   | 12,8 % | 03,5 % | 04,6 %    |
| 2011              | 42,7 % | 18,5 % | 16,9 %   | 06,8 %   | 09,7 % | –      | 05,4 %    |
| 2008              | 32,4 % | 39,7 % | 14,4 %   | 05,5 %   | 06,6 % | –      | 01,4 %    |
| 2004              | 29,0 % | 41,1 % | 22,4 %   | –        | 03,4 % | –      | 04,1 %    |
| 2001              | 36,6 % | 23,5 % | 17,4 %   | 00,5 %   | 07,7 % | –      | 14,3 % 3) |
| 1997              | 28,6 % | 25,7 % | 26,9 %   | 01,3 %   | 05,9 % | –      | 11,6 % 4) |
| 1993              | 31,8 % | 21,0 % | 27,7 %   | –        | 06,0 % | –      | 13,5 % 5) |
| 1991              | 39,3 % | 31,9 % | 15,9 %   | 01,1 %   | 08,2 % | –      | 03,6 %    |
| 1987              | 38,9 % | 35,8 % | 15,4 %   | –        | 08,6 % | –      | 01,3 %    |
| 1986              | 29,1 % | 39,3 % | 23,1 %   | –        | 07,7 % | –      | 00,8 %    |
| Dez. 1982         | 40,6 % | 37,2 % | 17,1 %   | –        | 04,0 % | –      | 01,1 %    |
| Juni 1982         | 33,0 % | 40,2 % | 18,6 %   | –        | 05,8 % | –      | 02,4 %    |
| 1978              | 38,6 % | 39,3 % | 11,6 %   | –        | 06,1 % | –      | 04,4 %    |
| 1974              | 34,8 % | 46,2 % | –        | –        | 11,9 % | –      | 07,1 %    |
| 1970              | 47,4 % | 36,7 % | –        | –        | 09,8 % | –      | 06,1 %    |
| 1966              | 49,5 % | 37,3 % | –        | –        | 08,3 % | –      | 04,9 %    |

Bei Bezirksversammlungswahlen gehört der Stadtteil zum Wahlkreis Harvestehude / Rotherbaum. Bei Bundestagswahlen zählt Rotherbaum zum Bundestagswahlkreis Hamburg-Eimsbüttel.

## Kultur und Sehenswürdigkeiten

### Kinos
Das Abaton am Allende-Platz ist eines der ältesten Programmkinos Deutschlands.

### Theater
Die Hamburger Kammerspiele sind ein traditionsreiches, mittlerweile privates Theater in Rotherbaum.

### Museen
Das Museum am Rothenbaum – Kulturen und Künste der Welt (MARKK), das Geologisch-Paläontologische Museum, das Mineralogische Museum Hamburg und das Zoologische Museum liegen in Rotherbaum.

### Musik
Die Hochschule für Musik und Theater Hamburg befindet sich am Harvestehuder Weg.
Die Staatliche Jugendmusikschule Hamburg hat im Michael-Otto-Haus am Mittelweg ihren Sitz. Dort ist auch der Neue Knabenchor Hamburg angesiedelt.
Im Musikclub Logo finden an der Grindelallee seit 1974 Konzerte statt.
Der Tonali im Kleiner Kielort 3–5 bietet im Jahr rund 70 Konzerte.

### Parks
Eingebettet zwischen verschiedenen Gebäuden der Universität liegt der Von-Melle-Park, der Campus der Uni, mitten in Rotherbaum. Zwischen dem Univiertel und der Verbindungsbahn liegt der Sternschanzenpark. Seit der Gebietsreform 2008 gehört dieser nun zum Stadtteil Sternschanze im Bezirk Altona. Auch das Alstervorland ist im Sommer ein beliebter Treffpunkt. Im Süden von Rotherbaum, zwischen dem Dammtorbahnhof, dem Grand Elysée Hotel und dem Mittelweg liegt die Moorweide. Auf einer Grünfläche neben dem Hauptgebäude der Universität steht auch das Büsch-Denkmal.

### Das Kriegerdenkmal 1870/71
Das Kriegerdenkmal wurde von Johannes Schilling geschaffen und 1877 eingeweiht. Es soll an die Gefallenen des 76. Infanterie-Regiments im Deutsch-Französischen Krieg von 1870/1871 erinnern. Bis 1926 stand die Skulptur an der Esplanade, heute ist sie an der Fontenay zu finden.

### Bauwerke
Zu den als Landmarken weithin sichtbaren Bauwerken der Universität gehören das Geomatikum sowie der Philosophenturm, die höchsten Gebäude im Stadtteil. Weitere wichtige Bauwerke der Universität sind das Hauptgebäude mit den von Helmut und Hannelore Greve gestifteten modernen Flügelbauten an der Edmund-Siemers-Allee, das Audimax am Von-Melle-Park und der sogenannte Pferdestall am Allende-Platz, in dem bereits Ernst Cassirer lehrte.
Unweit der Universität befindet sich das denkmalgeschützte Fernsprechamt Schlüterstraße, in dem 1924 der erste norddeutsche Radiosender – Vorläufer des NDR – auf Sendebetrieb ging. Ebenfalls an der Rothenbaumchaussee ist das Curiohaus, wo nach Kriegsende die Curiohaus-Prozesse und andere Prozesse gegen NS-Täter stattfanden.
Das Medienzentrum Multimedia Centre Hamburg an der Ecke Rothenbaumchaussee/Hallerstraße wurde 1997–99 von Norman Foster erbaut. Die Kirche St. Johannis-Harvestehude am Turmweg ist eine der besterhaltenen neugotischen Kirchen Deutschlands. Die als Budge-Palais bezeichnete Villa am Harvestehuder Weg 12 beherbergt heute die Hochschule für Musik und Theater Hamburg. Am Alsterufer 27/28 lag bis 2022 das Amerikanische Generalkonsulat. Das ursprünglich aus zwei Villen bestehende Gebäudeensemble wurde 1882 und 1893 von Martin Haller erbaut und später verändert.
Seit Mitte des Jahres 2014 entstehen mit dem Apartimentum so wie dem Hotel The Fontenay medial beachtete Neubauten im Stadtteil.

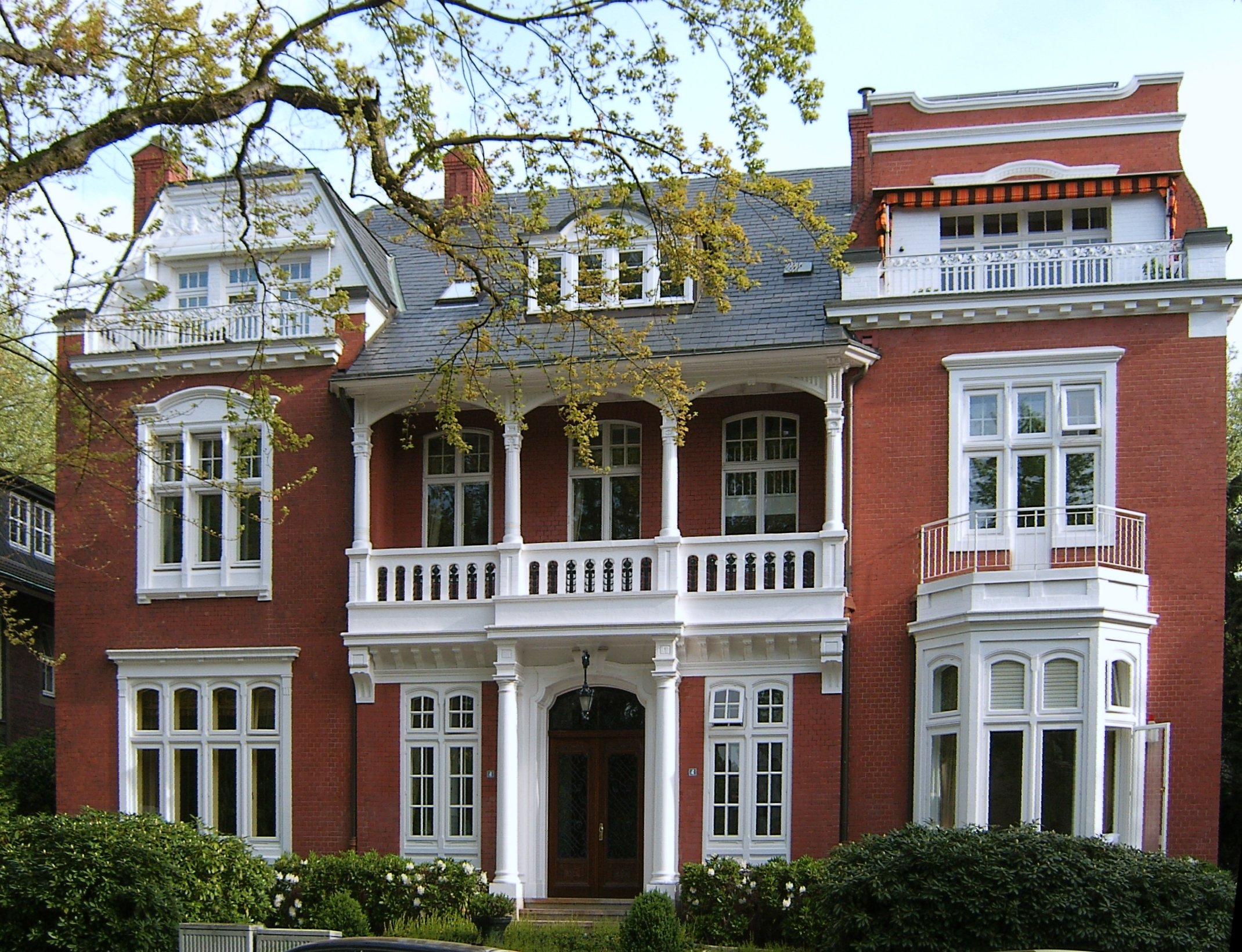
Villa in Rotherbaum
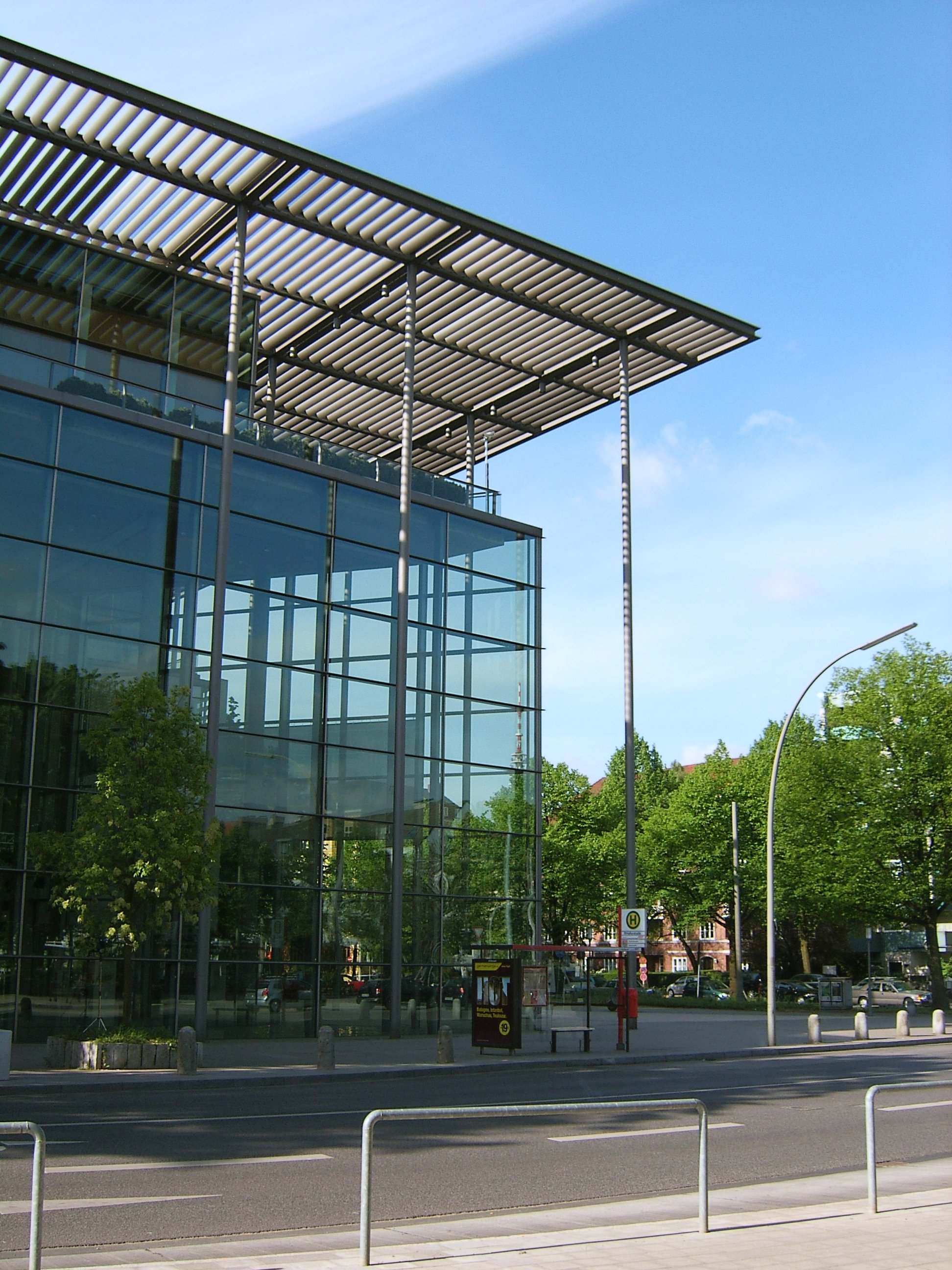
Multimediazentrum gegenüber den Tennisanlagen
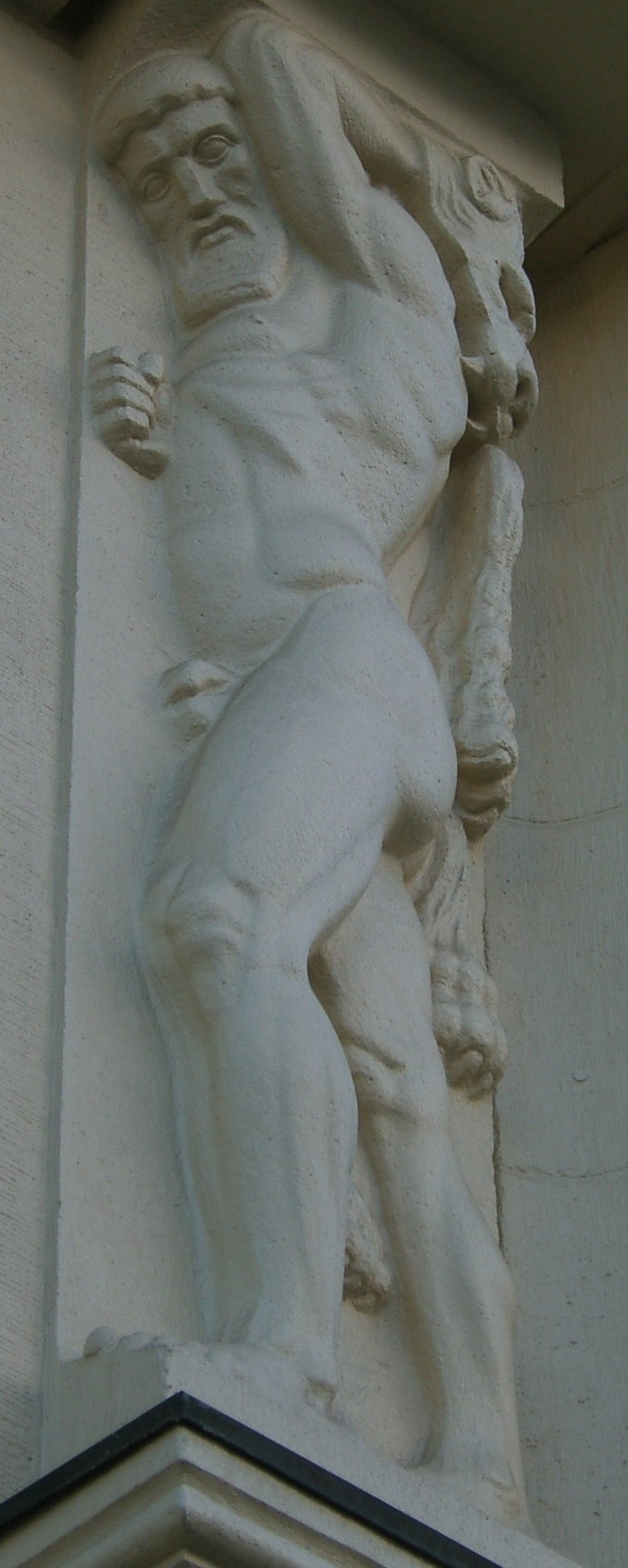
Wandrelief
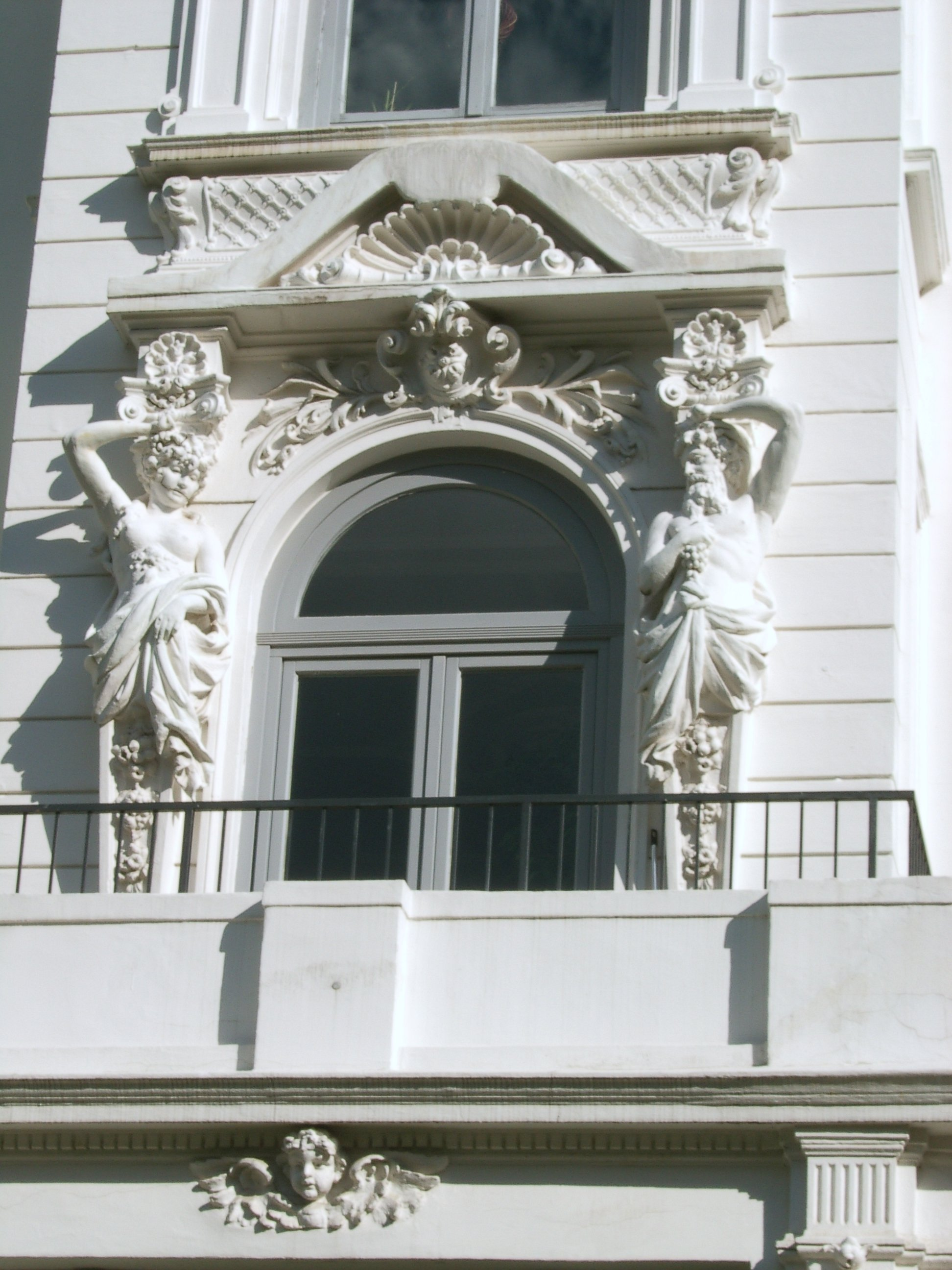
Wohnhaus in Rotherbaum
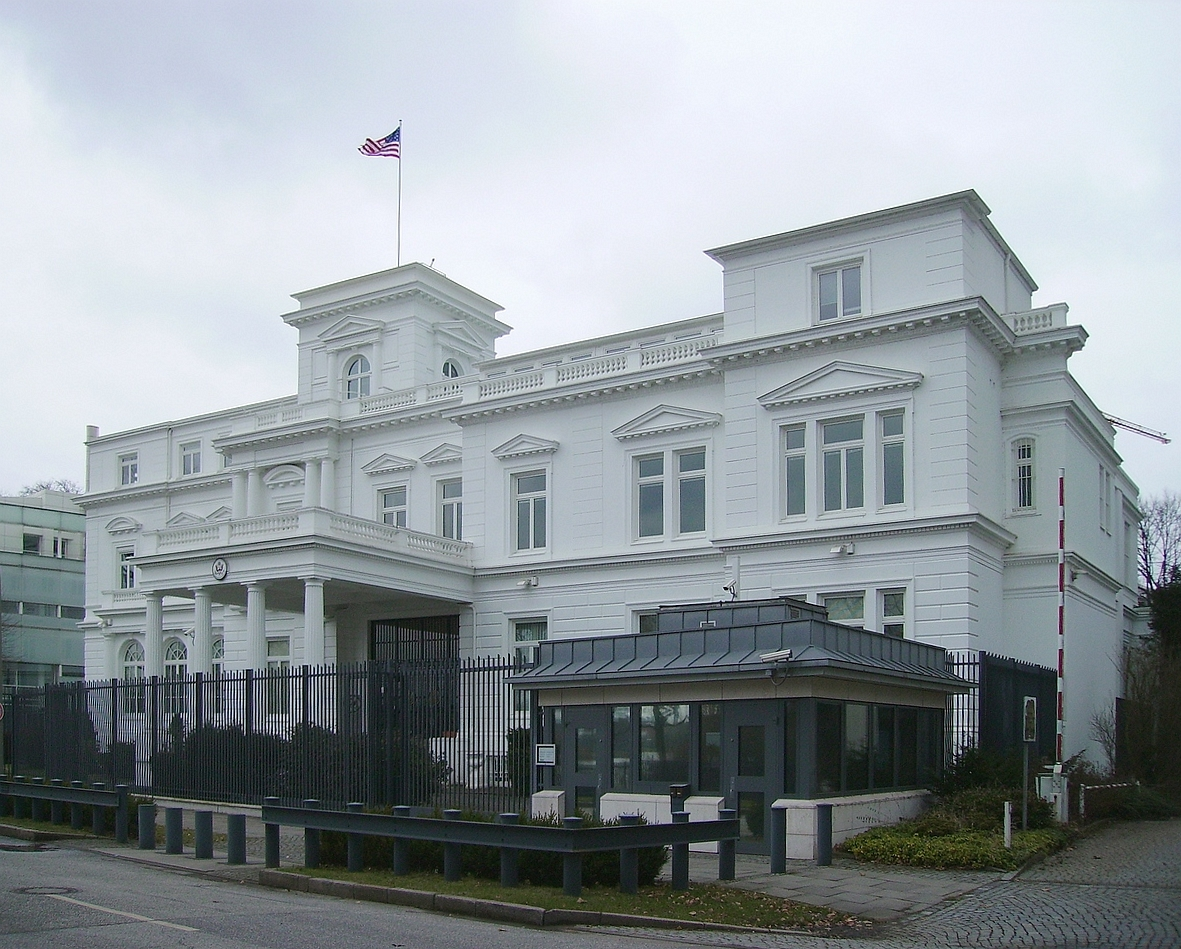
Amerikanisches Generalkonsulat in Hamburg (1951–2022)

## Sportanlagen

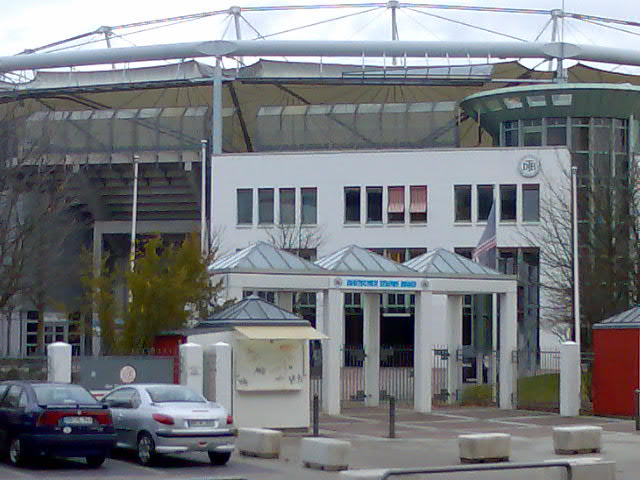
Tennisstadion am Rothenbaum

### Leichtathletik
Der „Sportpark am Institut für Bewegungswissenschaft“ der Universität Hamburg am Turmweg zwischen Rothenbaumchaussee und Feldbrunnenstraße besteht aus vier Hallen und einer Außenanlage mit Kunstrasenplatz, 400 m Tartan-Laufbahn, Leichtathletik-Flächen und einer Beachvolleyballanlage. (Inoffizieller Name: „Gustav Stuhlmacher Platz“)

### Rudern
Am Alsterufer sind der älteste deutsche Ruderclub Der Hamburger und Germania Ruder Club sowie der Ruder-Club Favorite Hammonia ansässig.

### Tennis
Das Tennisstadion am Rothenbaum, so die landläufige Bezeichnung, und die dazugehörenden Tennisplätze gehören zum Stadtteil Harvestehude, dessen Grenze durch die Hallerstraße markiert wird. Das ATP-Turnier von Hamburg wird regelmäßig im Juli veranstaltet. Im Jahr 2006 fand das Masters-Series-Turnier zum 100. Mal statt.

### Ehemalige

#### Fußballstadion
Von 1911 bis 1997 spielte der Hamburger SV in dem Rothenbaum-Stadion. Es war der Austragungsort vieler Liga- und Meisterschaftsspiele. Der Sportplatz lag zwischen Turmweg und Hallerstraße. Heute befinden sich hier Wohnungen und Büros.

#### Reitbahn
In nordöstlicher Richtung stieß das Stadion unmittelbar an die Reitbahn am Rothenbaum, die im April 1907 eröffnet wurde. Sie wurde von dem Architekten Emil Janda (Puttfarken & Janda) mit einer großen Reithalle und knapp 100 Unterstellmöglichkeiten für Pferde bebaut und von Lau & Oppenheimer betrieben. In nordwestlicher Richtung grenzte ein Sportplatz für Läufer und Radfahrer an den Sportplatz, der vor 1900 errichtet worden war. Vermutlich wurde das Gelände Ende der 1930er Jahre anderweitig genutzt.

#### Velodrom
An Stelle des „Sportparks am Institut für Bewegungswissenschaft“ am Turmweg stand von 1899 bis 1912 ein Velodrom.

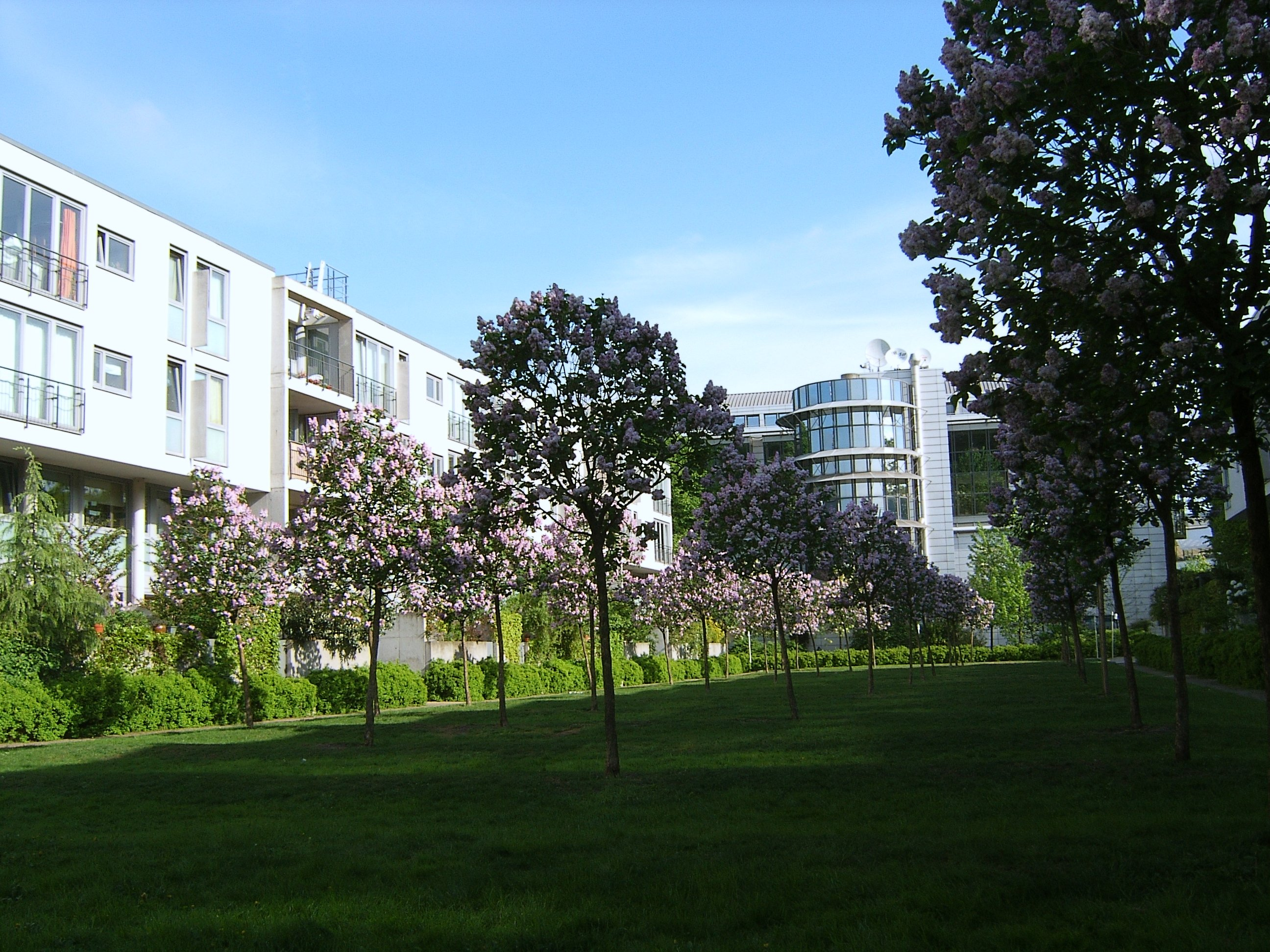
Auf dem Gelände des ehemaligen Sportplatzes stehen Wohn- und Geschäftshäuser.

## Wirtschaft und Infrastruktur

### Verkehr

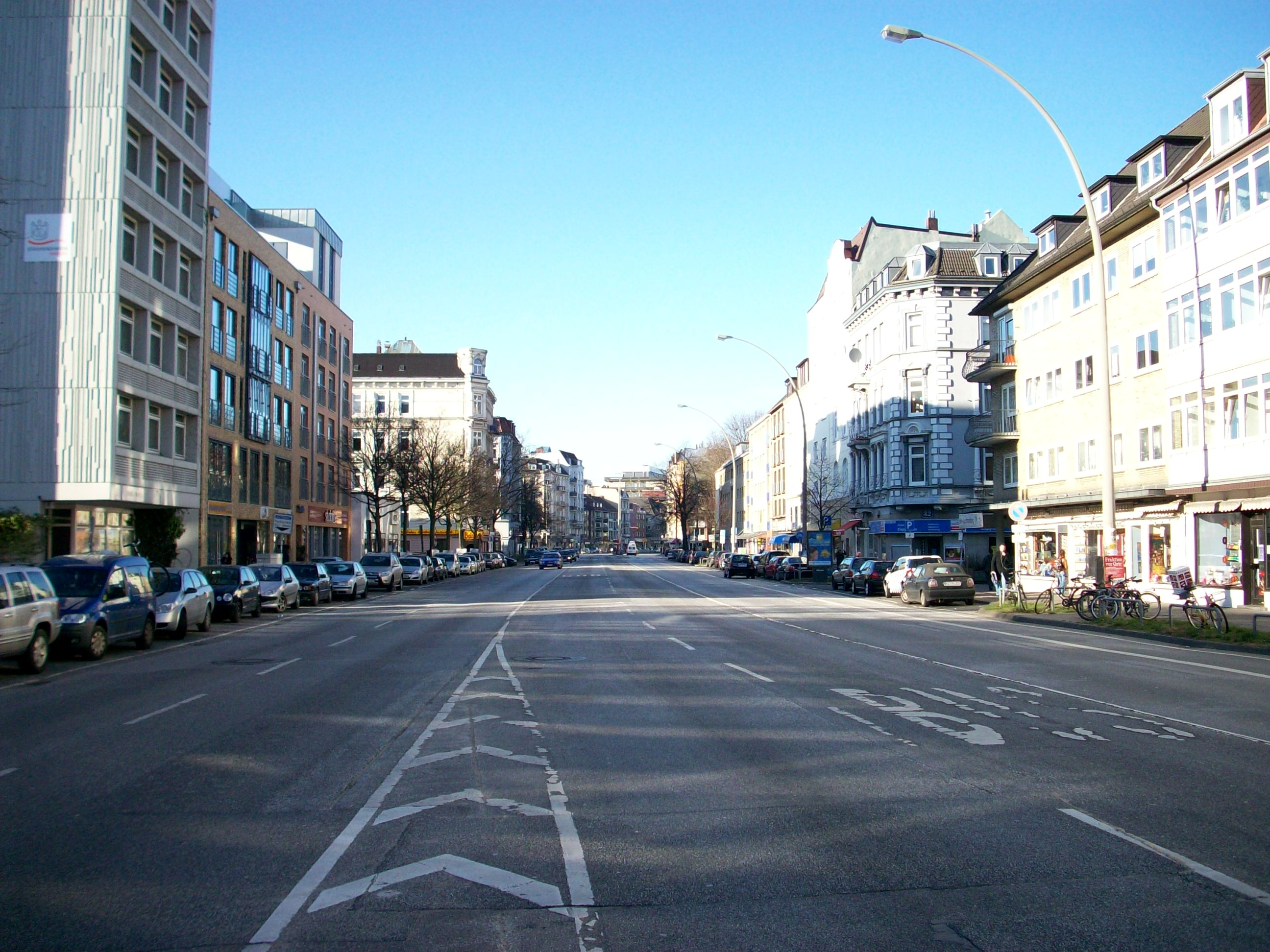
Die Grindelallee

Vom Theodor-Heuss-Platz (bis zum 12. Dezember 1965 hieß der Vorplatz des Dammtorbahnhofs Loigny-Platz) fächerförmig ausgehend, durchziehen drei große Verkehrsachsen Rotherbaum: der z. T. vier- bis fünfstreifig (zusätzlich durchgehend mit zwei Busfahrstreifen) ausgebaute Straßenzug Edmund-Siemers-Allee/Grindelallee im Westen, die Rothenbaumchaussee, die zweistreifig in nördlicher Richtung verläuft, und der etwas schmalere, leicht gewundene Mittelweg etwas weiter östlich, ebenfalls in Nord-Süd-Richtung verlaufend. Die Schlüterstraße und einige weitere Straßen im Uni-Viertel sind verkehrsberuhigt, ebenso seit 2001 der Grindelhof. Die sechsstreifige Straße Alsterglacis stellt in östlicher Richtung die Verbindung zur Innenstadt über die Kennedybrücke her. Die Straße Alsterufer ist vor dem US-amerikanischen Konsulat aus Sicherheitsgründen gesperrt.

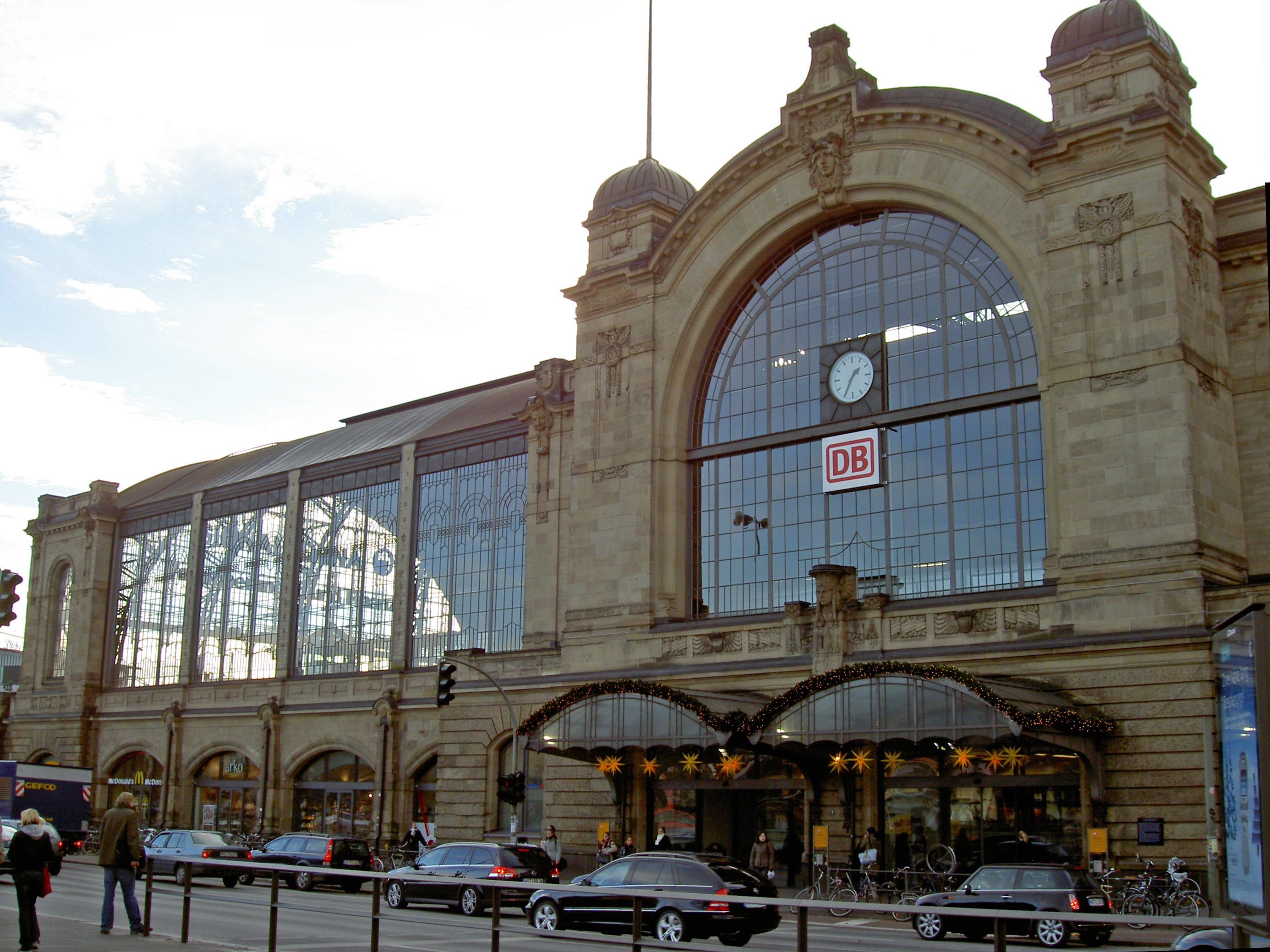
Bahnhof Dammtor

Zentraler Knotenpunkt für den Schienenverkehr ist der Dammtorbahnhof, ein Fernbahnhof mit ICE-Halt. Hier fahren zudem die S-Bahn-Linien S2 und S5 auf der Verbindungsbahn. Rotherbaum wird an seinem äußersten westlichen Ende durch die Haltestelle Schlump der Linien U2 und U3 angebunden. In Nord-Süd-Richtung wird der Stadtteil von der U-Bahn-Linie U1 durchquert, die an der nördlichen Stadtteilgrenze an der Hallerstraße eine Station hat. Eine U-Bahn-Haltestelle an der Johnsallee nahe dem Uni-Campus wurde lange diskutiert und von Studentenvertretern gefordert, aber nicht umgesetzt.
Die Metrobuslinie 5, die zusammen mit der Linie 4 die Grindelallee bedient, ist mit 50.000 Fahrgästen täglich nach Aussage der Hochbahn die meistgenutzte Buslinie Europas. Hier verkehren daher Doppelgelenkbusse in dichter Taktfolge. Häufig geschehen an der Grindelallee Unfälle mit Bussen, oft durch wendende Fahrzeuge, weswegen auf dem Mittelstreifen z. T. Sperren errichtet wurden. Weitere wichtige Buslinien sind die Metrobuslinie 15 in West-Ost-Richtung auf der Hallerstraße, die Linie 109 am Mittelweg und die Schnellbuslinie 34 auf der Rothenbaumchaussee.

### Ansässige Unternehmen

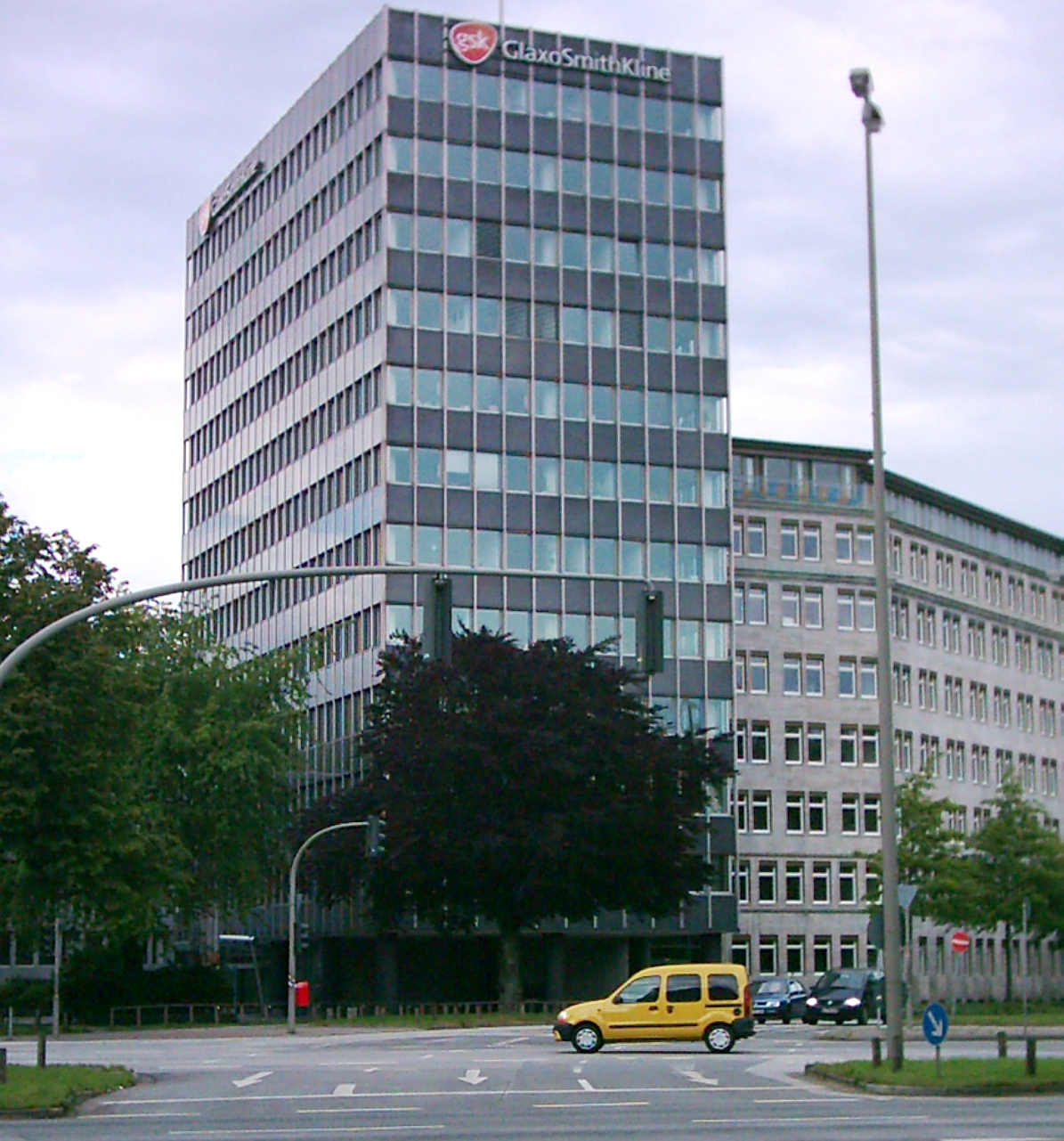
Ehemaliges Hochhaus von GlaxoSmithKline am Alsterufer (Abriss August 2011)

Besonders im südöstlichen Rotherbaum sind einige Unternehmen in höheren Bürogebäuden ansässig: dazu zählen etwa Signal Iduna (Neue Rabenstraße), die HanseMerkur Versicherungsgruppe (Siegfried-Wedells-Platz), British American Tobacco und ehemals GlaxoSmithKline (beide Alsterufer) sowie Multimedia Centre Rotherbaum.

### Medien
Rotherbaum gilt auch als Stadtteil der Medien. Der Fernsehsender Hamburg 1 ist im Medienzentrum an der Rothenbaumchaussee angesiedelt, auch 17:30 Sat.1 Regional produziert hier seine Sendung. Die Deutsche Presse-Agentur hat am Mittelweg ihren Sitz. Das NDR-Funkhaus wird zwar häufig auch als Funkhaus am Rothenbaum bezeichnet, liegt aber in Harvestehude. Die Verlagsgruppe Milchstraße (seit 2004 zu Hubert Burda Media gehörig, u. a. Zeitschriften Fit for Fun, TV Spielfilm) hatte lange in der gleichnamigen Straße ihren Sitz, ist aber mittlerweile in Eppendorf angesiedelt.
An der Außenalster befindet sich das frühere Gruner-und-Jahr-Verlagshaus. Der sogenannte „Affenfelsen“ an der Straße Alsterufer, nicht zuletzt so genannt wegen der terrassenartigen Konstruktion des Gebäudes, war 1983 ein wichtiger Schauplatz der Affäre der Zeitschrift Stern um die gefälschten Hitler-Tagebücher.

### Öffentliche Einrichtungen
Das Wasserstraßen- und Schifffahrtsamt Hamburg hat an der Moorweidenstraße seinen Sitz.
Die Feuer- und Rettungswache Rotherbaum befindet sich in der Nähe des U-Bahnhofs Schlump, ebenso das Polizeikommissariat 17.

### Bildung und Forschung
Der Stadtteil wird geprägt durch die Universität Hamburg. Die meisten Institute und das Hauptgebäude liegen im Stadtteil Rotherbaum, zu einem guten Teil im Grindelviertel. In Rotherbaum sind einige sogenannte An-Institute zu finden: In der Straße Beim Schlump sind die Forschungsstelle für Zeitgeschichte in Hamburg, das Institut für die Geschichte der deutschen Juden und das Institut für Friedensforschung und Sicherheitspolitik an der Universität Hamburg angesiedelt. Die Heimhuder Straße ist die Adresse des Hans-Bredow-Instituts für Medienforschung. Auch das Hamburgische WeltWirtschaftsInstitut (HWWI) sitzt dort. Am Mittelweg liegt das Hamburger Institut für Sozialforschung, das die Form einer selbständigen Stiftung hat.
In Rotherbaum gibt es 15 Kindergärten, eine Grundschule (Turmwegschule) sowie drei weiterführende Schulen: das katholische Gymnasium Sophie-Barat-Schule in der Warburgstraße, seit 2007 die jüdische Joseph-Carlebach-Schule und seit 2021 das staatliche Gymnasium Rotherbaum an der Bundesstraße. Das Wilhelm-Gymnasium, dessen ehemaliges Gebäude in Rotherbaum heute Altbau der Staats- und Universitätsbibliothek Hamburg ist, befindet sich in Harvestehude.
Im Schuljahr 2018/19 wurden 1.603 Schülerinnen und Schüler im Stadtteil unterrichtet (ohne Vorschule).
Mit der Staatlichen Jugendmusikschule Hamburg und der Hochschule für Musik und Theater Hamburg liegen zwei bedeutende musikpädagogische Einrichtungen im Stadtteil.
Die Berufsschule BS13 (ehemals G2) ist nach Wilhelmsburg verzogen, das Gebäude ging an das neugegründete Gymnasium Rotherbaum. Die Staatliche Fremdsprachenschule (H15) wurde aufgelöst, die Gebäude am Mittelweg gingen an die Turmwegschule und die Jugendmusikschule. Die Hamburger Berufsfachschule für Kosmetik ist nach Barmbek verzogen.